# Mercedes-Benz W165
Mercedes-Benz W165 — гоночний автомобіль, розроблений компанією Mercedes-Benz, щоб відповідати вимогам до гоночних змагань. Він виграв свою єдину гонку, Гран-прі Триполі 1939 року, яку довели до перемоги 1:2 Герман Ланг та товариш по команді Рудольф Караччіола.
Цей автомобіль був чудово спроектований і побудований за 8 місяців для цієї престижної і дуже швидкої північноафриканської події, яка була часом, коли правила були змінені італійськими організаторами; це було зроблено як спробу уникнути чергової домінуючої перемоги німецьких виробників Mercedes-Benz та Auto Union та дати шанс на перемогу італійським виробникам Alfa Romeo та Maserati. Автомобіль мав 1,5-літровий наддувний двигун V8; він міг би брати участь у післявоєнному періоді Гран-прі з 1946 по 1951 рік, але в той час він не виступав, тоді як Alfa Romeo 158, один з конкурентів W165 під час Гран-прі Триполі 1939 року, був домінуючим автомобілем. Більший і потужніший W154 був головним автомобілем Гран-прі Mercedes протягом 1938 та 1939 років, тому W165 використовувався лише один раз; навряд чи було б для нього якесь інше використання.
На запрошення власника Індіанаполіса Мотор Спідвей Тоні Хулмана, Караччола в'їхав у W165 в штаті Індіанаполіс 1946 року. Однак швейцарська митниця відмовилася випустити машину зі своєї країни, заважаючи Караччолі конкурувати.